# Tribosphenida
De Tribosphenida is een groep van zoogdieren behorend tot de Zatheria. Vrijwel alle hedendaagse zoogdieren (Monotremata uitgezonderd) behoren tot deze groep, evenals verschillende uitgestorven zoogdiergroepen.
Deze laatste groep bestaat uit de Metatheria (buideldieren) en de Eutheria (placentale zoogdieren).

## Classification (McKenna&Bell,1997)
- Klasse: Mammalia (Zoogdieren)
  -  Onderklasse: Theriiformes
    -  Infraklasse: Holotheria
      - Superlegioen: Kuehneotheria †
      -  Superlegioen: Trechnotheria
        - Legioen: Symmetrodonta †
        -  Legioen: Cladotheria
          -  Onderlegioen: Zatheria
            -  Infralegioen: Tribosphenida
              - Supercohort: incertae sedis
                - 
                  - Familie: incertae sedis
                    -  Geslacht: Hypomylos

                  -  Familie: Necrolestidae

              - Supercohort: Aegialodontia
              -  Supercohort: Theria
                - Cohort: Placentalia (Placentadieren)
                -  Cohort: Marsupialia (Buideldieren)

## Classification (Kielan-Jaworowska,Cifelli&Luo,2004)
- Holotheria (Wible et al., 1995)
  - Chronoperatidae † (Fox, Youzwyshyn & Krause, 1992)
  - Trechnotheria (McKenna, 1975) (≈Yangotheria (Chow & Rich, 1982)
    - Austrotriconodontidae † (Bonaparte, 1990)
    - Gobiconodontidae † (Chow & Rich, 1984)
    - Amphilestidae † (Osborn, 1888)
    - Amphiodontoidea † (Prothero, 1981)
    - Spalacotherioidea † (Prothero, 1981)
    - Symmetrodonta † (Simpson, 1925)
    - Eutriconodonta † (Kermack, Musset & Rigney, 1973)
    - Cladotheria (McKenna, 1975) (Wang, Clemens, Hu & Li, 1998)
      - Butlerigale †
      - Dryolestoidea †
      - Amphitheriida †
        - Amphitherium †

      - Zatheria
        - Arguitherium †
        - Arguimus †
        - Nanolestes †
        - Vincelestes †
        - Peramura †
        - Tribosphenida